# Inquisitor sterrha
Inquisitor sterrha é uma espécie de gastrópode do gênero Inquisitor, pertencente a família Pseudomelatomidae.